# Integrovaný dopravný systém v Bratislavskom kraji
Integrovaný dopravný systém v Bratislavskom kraji (IDS BK, starší název: Bratislavská integrovaná doprava, zkráceně BID) je integrovaný dopravní systém, který by měl zatraktivnit veřejnou dopravy zavedením intervalových jízdních řádů, očíslováním linek příměstské dopravy, zpřehledněním, atraktivnějších tarify a zrušení zbytečného dotování několika souběžných dopravních spojů.
První etapa IDS BK měla být spuštěna 1. března 2013 na území města Bratislava a okresu Malacky, kvůli technickým problémům byla spuštěna až 1. června 2013. Do projektu jsou zapojeni dopravci Dopravní podnik Bratislava, Arriva a Železniční společnost Slovensko (jen vlaky kategorie Os a REX). Koordinátorem projektu je společnost Bratislavská integrovaná doprava, a.s.
Třetí etapa byla spuštěna 1. listopadu 2015, která integruje i okresy Senec a Pezinok a některé další obce mimo Bratislavský kraj. Současně byl sjednocený typ jízdenek ve všech formách dopravy v kraji a byla upravena jejich cena.

## Seznam zón
- 100 – Bratislava-centrum
- 101 – Bratislava-okolie
- 215 – Stupava / Marianka
- 219 – Borinka
- 225 – Zohor / Lozorno
- 230 – Vysoká pri Morave
- 235 – Plavecký Štvrtok / Láb
- 239 – Jablonové
- 240 – Dúbrava
- 245 – Jakubov
- 249 – Pernek
- 250 – Záhorská Ves / Suchohrad
- 255 – Malacky / Kostolište
- 259 – Kuchyňa
- 260 – Gajary
- 265 – Malé Leváre, Veľké Leváre
- 269 – Rohožník
- 275 – Závod
- 277 – Studienka
- 279 – Sološnica / Plavecké Podhradie
- 285 – Moravský Svätý Ján / Sekule
- 286 – Borský Svätý Jur
- 287 – Lakšárska Nová Ves
- 289 – Plavecký Mikuláš
- 297 – Bílkove Humence
- 299 – Plavecký Peter
- 319 – Prievaly
- 510 – Svätý Jur
- 520 – Pezinok / Limbach
- 525 – Chorvátsky Grob / Slovenský Grob / Viničné
- 530 – Modra / Šenkvice / Vinosady
- 531 – Pezinská Baba
- 540 – Častá / Dubová / Píla
- 545 – Budmerice / Vištuk
- 550 – Doľany / Štefanová
- 610 – Ivanka pri Dunaji / Čierna Voda / Zálesie
- 620 – Bernolákovo / Nová Dedinka / Veľký Biel
- 630 – Boldog / Senec / Tureň
- 640 – Báhoň / Blatné / Igram / Kaplna
- 645 – Čataj / Reca / Veľký Grob
- 649 – Hrubá Borša / Hrubý Šúr / Kostolná pri Dunaji / Kráľová pri Senci / Nový Svet
- 650 – Cífer / Jablonec
- 659 – Jánovce / Jelka / Veľké Úľany
- 710 – Malinovo / Most pri Bratislave / Zálesie
- 715 – Dunajská Lužná / Kalinkovo / Rovinka
- 720 – Tomášov / Vlky
- 725 – Miloslavov / Kvetoslavov / Štvrtok na Ostrove
- 727 – Hamuliakovo / Šamorín
- 730 – Čakany / Čenkovce / Hubice / Janíky / Mierovo / Oľdza / Zlaté Klasy
- 740 – Hurbanova Ves / Nový Život

Zóny jsou označené dle příslušného regionu, v kterém se nacházejí. Zóny začínající číslicou:
- 1 – Bratislava (přesněji: 100 a 101)
- 2 – región Malacky
- 3,4 – Trnavský kraj
- 5 – Pezinok
- 6 – Senec
- 7 – Šamorín
- 8 – Maďarsko
- 9 – Rakousko